# Civismo global
Civismo global sugiere entender el civismo en un sentido global, como un contrato social entre todo ciudadano del mundo en una era de interdependencia e interacción. Los difusores del concepto lo definen como una idea de que todos tenemos ciertos derechos y responsabilidades hacia los demás por el mero hecho de ser humanos sobre la tierra.
Los defensores de la idea intentan demostrar que es posible imaginar un civismo global. Según este concepto, en un mundo cada vez más interdependiente el ciudadano del mundo necesita una brújula para actuar en una escala global y crear así una conciencia compartida y un solo sentido de responsabilidad global relacionado con temas específicos tales como problemas ambientales y de armamento nuclear.